# Det juridiske fakultet (Universitetet i Oslo)
Det juridiske fakultet er et fakultet ved Universitetet i Oslo (før 1939 Det Kongelige Frederiks Universitet). Det er beliggende i Oslos indre by. Fakultetet blev grundlagt i 1811, som et af de fire oprindelige fakulteter. Det juridiske studium var baseret på jurastudiet ved Det Juridiske Fakultet ved Københavns Universitet.

## Bygninger
Fakultetets ældste bygninger er
- Domus Bibliotheca
- Domus Media
- Domus Academica